# A-84,543
A-84543 je lek koji je razvilo preduzeće Abbott. Ovaj molekul je agonist neuronskog nikotinskog acetilholinskog receptora koji je visoko selektivan za α4β2 receptor. On nalazi široku primenu u naučnim israživanjima strukture i funkcije tog receptora. Ovaj ligand je bio polazno jedinjenje u razvoji velike familije srodnih derivata.